# FlyDamas
FlyDamas — сирийская авиакомпания, которая базируется в Международном аэропорту Дамаска. Пользуется самолётами типа Boeing 737-300, выполняет рейсы в Ирак, Кувейт, Судан и Сирию. Может быть связана с сирийскими вооруженными силами и поставками оружия в Йемен и страны Африки.
FlyDamas принадлежит Аммару А-Кадри и управляется Самером Аль-Дехни, бывшим коммерческим директором Cham Wings Airlines. Аль-Дехни говорит, что цель FlyDamas в оказании поддержки своей «материнской компании» Syrian Air, которая длительное время находится под санкциями западных государств в связи с событиями гражданской войны в Сирии.

## История
Изначально авиакомпания FlyDamas планировала начать полёты 1 апреля, а затем 1 ноября 2015 года, однако этого не произошло. 10 декабря 2015 года авиакомпания выполнила свой первый рейс между Дамаском и Эль-Камышлы на севере Сирии. Хотя FlyDamas изначально планировала полеты по многим направлениям, первоначально она выполняла рейсы только в город Эль-Камышлы. По этой причине авиакомпания может быть связана с сирийским правительством и, возможно, доставляла в город припасы для сирийской армии во время ведения военных действий на севере Сирии.
FlyDamas начала полеты в различные страны Ближнего Востока и Африки, используя самолёт Boeing 737-500, арендованный у египетской авиакомпании Alexandria Airlines.  Уже в ноябре 2016 года авиакомпания приобрела первое собственное воздушное судно, Boeing 737-300. В августе 2017 года FlyDamas начала арендовать грузовой самолет Boeing 737-400 у Mid Africa Aviation для перевозки различных специальных грузов.
Самолёты FlyDamas подозреваются в возможных нелегальных поставках оружия. Так, самолёт, который с середины 2017 года использовался FlyDamas (которая арендовала его у суданской авиакомпании Tarco Aviation Co), несколько раз летал из Джибути в столицу Сомали, Могадишо, в том числе 14 июня, и из Хартума 12 июня, куда он прибыл из Адена 11 июня.  После того, как самолет FlyDamas приземлился 23 июня на военной базе в Могадишо, командующий сомалийским спецназом, полковник Ахмед Адан, попытался заблокировать выгрузку оружия, но вынужден был отступить после вмешательства главы канцелярии президента Сомали Фомаджио Хасана Али Хайяре. Полученное оружие было передано главе Национального агентства разведки и безопасности Сомали в районе Банадира Садику Омару Хусейну «Джону» и затем перенаправлено в Йемен и другие страны Африки. По мнению экспертов таким каналом проводятся поставки оружия в Йемен со стороны ОАЭ и Саудовской Аравии. Но это могут быть и не целевые поставки, так как этим каналом активно пользуются иранцы и йеменцы из различных противоборствующих лагерей.
В 2021 году авиакомпания временно приостановила обслуживание рейсов с намерением в ближайшее время восстановить деятельность.

## Маршрутная сеть
Основные направления авиакомпании FlyDamas:
| [База] | Хаб |

## Флот
| Самолет         | Количество | Примечания                        |
| --------------- | ---------- | --------------------------------- |
| Boeing 737-300  | 1          | Начата эксплуатация в ноябре 2016 |
| Boeing 737-400F | 1          | Лизинг от Mid Africa Aviation     |